# Dejan Musli
Dejan Musli (in serbo Деjaн Мусли?; Prizren, 1º marzo 1991) è un cestista serbo.

## Statistiche

### Eurolega
| Anno      | Squadra        | PG | PT | MP   | TC%  | 3P% | TL%  | RP  | AP  | PRP | SP  | PP   |
| --------- | -------------- | -- | -- | ---- | ---- | --- | ---- | --- | --- | --- | --- | ---- |
| 2010-2011 | Saski Baskonia | 2  | 0  | 1,0  | 0,0  | -   | 50,0 | 1,0 | 0,0 | 0,0 | 0,0 | 0,5  |
| 2012-2013 | Partizan       | 10 | 8  | 21,6 | 52,7 | -   | 77,3 | 4,9 | 1,0 | 0,8 | 0,4 | 9,5  |
| 2013-2014 | Partizan       | 23 | 7  | 14,6 | 49,5 | 0,0 | 53,8 | 3,1 | 0,3 | 0,3 | 0,1 | 5,3  |
| 2017-2018 | Málaga         | 9  | 1  | 11,2 | 57,6 | -   | 55,0 | 2,7 | 0,4 | 0,0 | 0,3 | 5,4  |
| 2017-2018 | Bamberger      | 15 | 8  | 19,8 | 59,4 | -   | 67,9 | 6,1 | 1,4 | 0,3 | 0,3 | 10,4 |
| Carriera  | Carriera       | 59 | 24 | 16,1 | 54,2 | 0,0 | 63,2 | 4,1 | 0,7 | 0,3 | 0,2 | 7,2  |

### Eurocup
| Anno      | Squadra      | PG | PT | MP   | TC%  | 3P% | TL%  | RP  | AP  | PRP | SP  | PP   |
| --------- | ------------ | -- | -- | ---- | ---- | --- | ---- | --- | --- | --- | --- | ---- |
| 2008-2009 | FMP Železnik | 5  | 2  | 13,8 | 46,7 | -   | 62,5 | 4,2 | 0,2 | 0,2 | 0,6 | 3,8  |
| 2016-2017 | Málaga       | 16 | 10 | 21,8 | 66,4 | -   | 66,0 | 3,7 | 1,6 | 0,4 | 0,8 | 11,7 |
| 2019-2020 | Andorra      | 12 | 6  | 17,3 | 63,1 | -   | 48,6 | 4,2 | 1,0 | 0,6 | 0,3 | 8,3  |
| Carriera  | Carriera     | 33 | 18 | 19,0 | 63,8 | -   | 58,9 | 4,0 | 1,2 | 0,4 | 0,6 | 9,3  |

## Palmarès

### Squadra
- Campionato serbo: 2

Partizan Belgrado: 2012-13, 2013-14
- Lega Adriatica: 1

Partizan Belgrado: 2012-13
- Eurocup: 1

Malaga: 2016-17

### Individuale
- All-Eurocup First Team: 1

Malaga: 2016-17